# Christian Hartmann Samuel von Gatzert

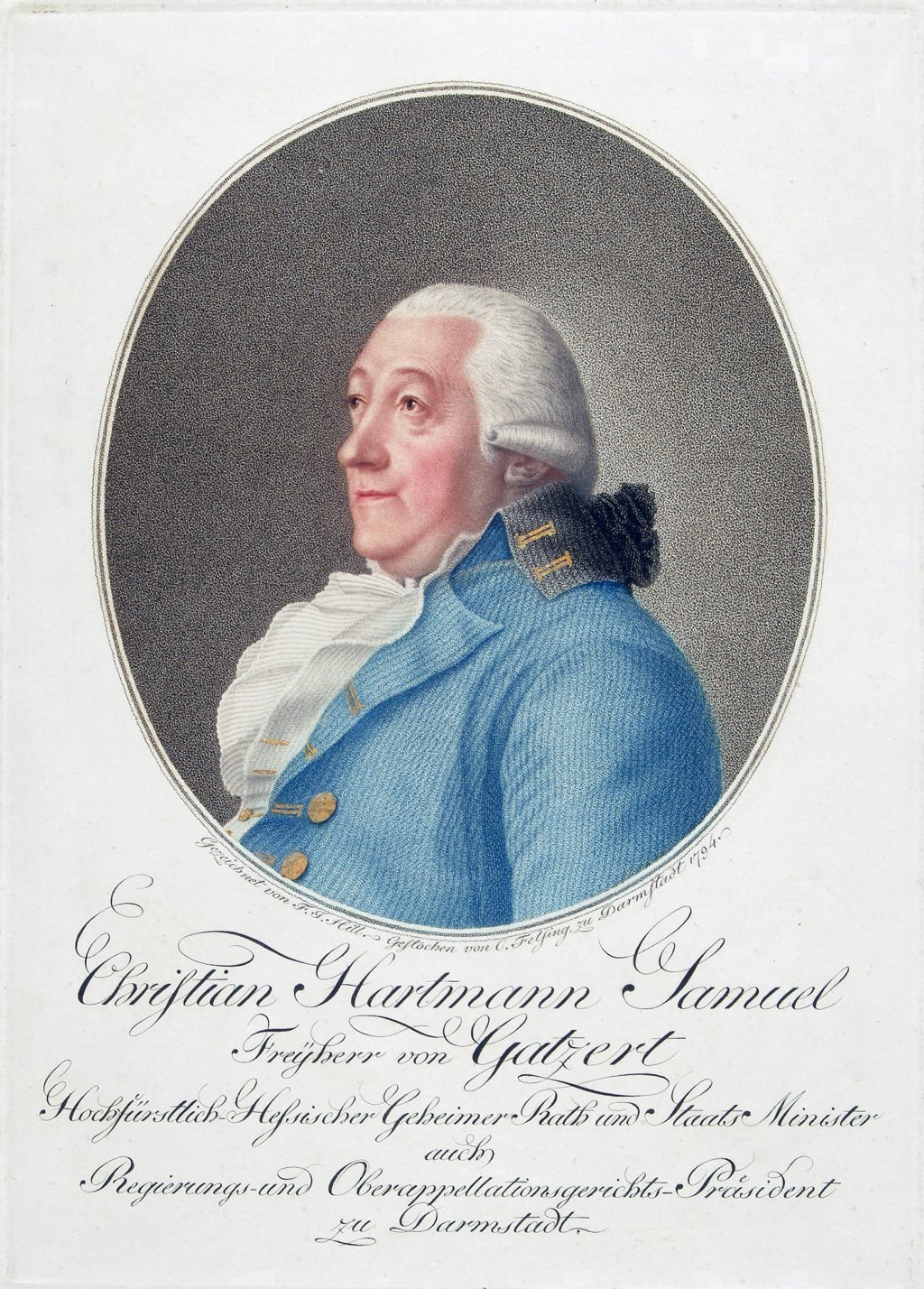
Christian Hartmann Samuel von Gatzert (1794, Johann Conrad Felsing)

Christian Hartmann Samuel Gatzert, seit 17. Juli 1790 Freiherr Christian Hartmann Samuel von Gatzert (* 4. Juni 1739, anderes Datum 4. Juni 1740 in Meiningen; † 2. April 1807, anderes Datum 3. April 1807 in Gießen) war ein deutscher Jurist und Politiker.

## Leben

### Familie
Christian Hartmann Samuel von Gatzert war der Sohn des Lehrers Johann Vitus Gatzert (* 6. Mai 1688 in Meiningen; † 29. Januar 1753 ebenda) und dessen Ehefrau Johanna Catharina Charlotte (* 12. Januar 1703 in Leutersdorf, † 2. April 1787 in Meiningen), Tochter von Johann Adam Hunneshagen (* 26. September 1663 in Jüchsen, † 20. April 1726 in Leutersdorf), Pfarrer in Leutersdorf. Sein Onkel war der Göttinger Hochschullehrer Georg Heinrich Ayrer.
Er war seit dem 1. Januar 1769 verheiratet mit Catharina Ernestina Sophia (* 6. Juli 1739 in Schellnhausen, † 11. Mai 1812 in Gießen), Tochter des Forstmeisters Friedrich Wilhelm Haberkorn (13. September 1701 in Windhausen, † 7. April 1778 in Gießen).

### Ausbildung
Bis 1756 besuchte er das Lyzeum (heute: Henfling-Gymnasium) in Meiningen, immatrikulierte sich 1757 an der Universität Göttingen und begann mit einem Geschichts-, Philologie-, naturwissenschaftlichem und medizinischem Studium, entschied sich dann aber nach einiger Zeit für ein Studium der Rechtswissenschaften; er hörte Vorlesungen unter anderem bei Johann Matthias Gesner zu römischer und griechischer Altertumskunde, Philosophie bei Samuel Christian Hollmann, bei Georg Christoph Hamberger Literaturgeschichte, Diplomatie bei Johann Christoph Gatterer, Kirchengeschichte bei Christian Wilhelm Franz Walch und Mosaisches Recht (Inbegriff der Gesetze, die in der Bibel in den fünf Büchern des Moses enthalten sind) bei Johann David Michaelis, Botanik und Anatomie bei Johann Gottfried Zinn, Rechtswissenschaften bei Georg Christian Gebauer, Georg Heinrich Ayrer, Johann Stephan Pütter, Christian Friedrich Georg Meister, Gottfried Achenwall und Heinrich Christian von Selchow sowie französische Sprache bei Isaac von Colom du Clos (1708–1795); 1760 wurde er Mitglied des philosophischen Seminars.

### Werdegang
Nach dem Studium übernahm er 1761 die Hofmeisterstelle bei Herrn von Uslar, gab diese jedoch bereits 1763 wieder auf; in dieser Zeit machte er die Bekanntschaft mit Friedrich August Lichtenberg (1755–1819), dem Vater von Ludwig von Lichtenberg, mit dem er in Wien von Mai bis Oktober 1797 Verhandlungen über Entschädigungszahlungen an die Landgrafschaft Hessen-Darmstadt führte sowie im November 1797 am Kongress in Rastatt teilnahm.
Nachdem er im März 1764 zum Dr. jur. promoviert war, wurde er im Oktober 1764 zum außerordentlichen Professor der Rechte an die Universität Göttingen berufen.
Er unternahm einige Reisen nach Holland und England und wurde Ostern 1767 zum fürstlich-hessischen Regierungsrat in Darmstadt und zum dritten ordentlichen Professor der Rechte an die Universität Gießen berufen. 1772 erfolgte seine Ernennung als Syndikus der Universität.
1773 wurde er Geheimer Regierungsrat.
1779 wurde er von den Grafen des Obersächsischen Kreises zum Reichskammergerichts-Beisitzer gewählt. 1783 wurde er von Landgraf Ludwig IX. von Hessen-Darmstadt zum Mitglied des Staatsministeriums und in der Folge zugleich zum Regierungs- und Oberappellationsgerichtsdirektor ernannt.
1787 erfolgte seine Berufung in den Geheimen Rat, der aus den zwei weiteren Mitgliedern Andreas Peter von Hesse (1728–1803) und Franz Ludwig Gottfried Lehmann (1738–1808) bestand, dazu wurde er 1792 als Minister des Auswärtigen verantwortlicher Leiter der landgräflichen Außenpolitik.
1797 erfolgte seine Entsendung als außerordentlicher Gesandter an den Wiener Hof und von da als Subdelegierter zur Reichsfriedensdeputation nach Rastatt. Nach Beendigung des Rastatter Kongresses bat er 1799 bei Carl Ludwig von Barckhaus gen. von Wiesenhütten um seine Entlassung; er erhielt diese mit einem Ruhegehalt und mit Beibehaltung aller mit dem bekleideten Ministerialposten verbundenen Auszeichnungen und Vorzüge.
Christian Hartmann Samuel von Gatzert verfügte 1803, das ein Privatstipendium in Höhe von 70 Gulden für zwei studierende Meininger eingerichtet werden solle.

### Juristisches Wirken
Er verfasste verschiedene Rechtsgutachten, unter anderem zu Friedrich Karl von Moser; diesem Gutachten verdankte er vermutlich auch seinen Aufstieg zum Regierungspräsidenten.

## Ehrungen und Auszeichnungen
- Ludwig X. von Hessen-Darmstadt ernannte ihn am 17. Juli 1790 zum Freiherrn.

## Schriften (Auswahl)
- Prodromum commentationis hist. jurid. sist. de mutuo numario post pecuniae mutationem ad mentem legum peregrinarum pariter atque domesticarum restituenda. 1764.
- Commentationis Historico-Ivridicae De Mvtvo Nvmmario Post Pecvniae Mvtationem Ad Mentem Legvm Peregrinarvm Pariter Atqve Domesticarvm Restitvendo: Prodromvs. Litteris Pockwitz-Barmeierianis: Goettingae, 1764.
- Epistola Nvptialis Per Satvram. Göttingen 1764.
- Commentatio Ivris Exotici Historico-Litteraria De Ivre Commvni Angliae Of The Common Law Of England: Accedit Invitatio Ad Orationem Mvneris Avspicalem De Scholis Ivrisprvdentiae Addiscendae Apvd Veteres Persas Die XXIV. Avgvsti MDCCLXV. Barmeier: Gottingae, 1765.
- De Natali Papiniani Seu Ad §. 4. Constit. Iustin. Ad Antec. Commentarius. Göttingen 1766.
- Tractatus iuris germanici de Iudaeorum in Hassia praecipue Darmstadina iuribus atque obligationibus tum in genere tum speciatim parochialibus. Gissae: Impensis Krigerianis, 1771.
- Beytrag zur Geschichte der ehemaligen Maynzischen geistlichen Gerichtsbarkeit in Hessen. Giessen 1771.
- Kurze Abhandlung von der Dauer der ehemaligen ordentlichen Visitationen des K. und Reichs Cammergerichts. Gießen: 1772.
- Academiae Ludovicianae Rector Et Ordinis Iuridici Decanus Christianus Hartmannus Samuel Gatzert D. Friderici Josephi Nobilis De Schmitz Nec Non Georgii Ignatii Mansueti Rüding Sollemnia Inauguralia Pro More Indicaturus De Restitutionis In Integrum. Gissae: Braun, 1773.
- Christian Hartmann Samuel von Gatzert; Johann Philipp Elisa Fresenius; Johann Daniel Rumpel: Christiani Hartmanni Samuelis Gatzert prolusio academica de S.R.I. principum comitumve liberis ex matrimonio conscientiae illegitimis: candidatorum Io. Philippi Elisae Fresenii, Io. Danielis Rumpel nec non Ionae Kingenheimer sollemnibus inauguralibus. Gissae: Braun, 1773.
- Ordinis iuridici decanus Christianus Hartmannus Samuel Gatzert D. virorum praenobilissimorum et doctissimorum Ioannis Davidis Reichard et Henrici Ehrenfriedi Klotz nec non Ioannis Georgii Grambs sollemnia inauguralia indicaturus S. R. I. civitatis. Giessa: Braun, 1781.
- Rechte der Landeshoheit teutscher Reichsstände auf die in ihren Landen gelegenen Güter und Gefälle. Darmstadt 1784.[15]
- Christian Conrad Wilhelm von Dohm; Christian Hartmann Samuel von Gatzert; Friedrich zu Solms-Laubach; Otto Heinrich von Gemmingen-Hornberg; Ludwig von Taube; Franz Joseph von Albini; Johann Nepomuk von Rechberg; Georg Ludwig von Edelsheim; Joseph Barbaczy: Gemeinschaftliche Erklärung mehrerer ansehnlichen Gesandtschaften zu Rastadt über die Ermordung der französischen Gesandten und die übrigen dabei vorgekommenen Umstände: Nebst Beilagen; Nach einer glaubwürdigen Abschrift. 1799.